# リヴィン・ラ・ヴィダ・ロカ
「リヴィン・ラ・ヴィダ・ロカ」（原題：Livin' la Vida Loca）は、1999年3月23日にリッキー・マーティンが発表した楽曲、及び同曲を収録したシングル。世界各国で大ヒットした。

## 概要
通算5枚目のスタジオ・アルバムで、英語版としては最初のアルバムの『リッキー・マーティン』から最初のシングル・カットである。デズモンド・チャイルドとドラコ・ロサによって作曲された。なお、原題（スペイン語）「Livin' la Vida Loca」とは、英語に翻訳すると「Livin' the Crazy Life」であり、クレイジーな人生を送ることを意味する。
各国の週間シングルチャートでは、全米のBillboard Hot 100および全英シングルチャートを始め、カナダ、ニュージーランド、アイルランドなどで1位を記録した。
日本では郷ひろみが「GOLDFINGER'99」としてこの曲をカバーした。
なお、この曲にはスペイン語版もある。
この曲はレイザーラモンHGの登場時の曲としても有名である。
| 先代 「ノー・スクラブズ」 by TLC  | Billboard Hot 100 1位獲得作品 1999年5月8日 - 1999年6月5日      | 次代 「マイ・ラブ」 by ジェニファー・ロペス                                                         |
| 先代 「9PM (till I come)」 by ATB | 全英シングルチャート 1位獲得作品 1999年7月11日 - 1999年7月31日 | 次代 「ホエン・ユー・セイ・ナッシング・アット・オール（愛は沈黙の中で）」 by ローナン・キーティング |